# Mijaíl Shein
Mijaíl Borísovich Shéin (Михаи́л Бори́сович Ше́ин) (?–1634) fue un jefe militar del zar Miguel Románov. A pesar de sus habilidades tácticas y su exitosa carrera militar, acabó perdiendo su ejército en Smolensk y siendo ejecutado por esa derrota. El primer generalísimo ruso fue su bisnieto Alekséi Shéin.

## Revueltas y recompensas
En los años 1602-1603 acabó con revueltas de campesinos, y en 1606-1607, la revuelta de Iván Bolótnikov. Por esa razón, en 1605 fue promovido a okólnichi, y alrededor de finales de 1606 o principios de 1607, consiguió el rango de boyardo. En 1607 se convirtió también en voivoda de Smolensk.

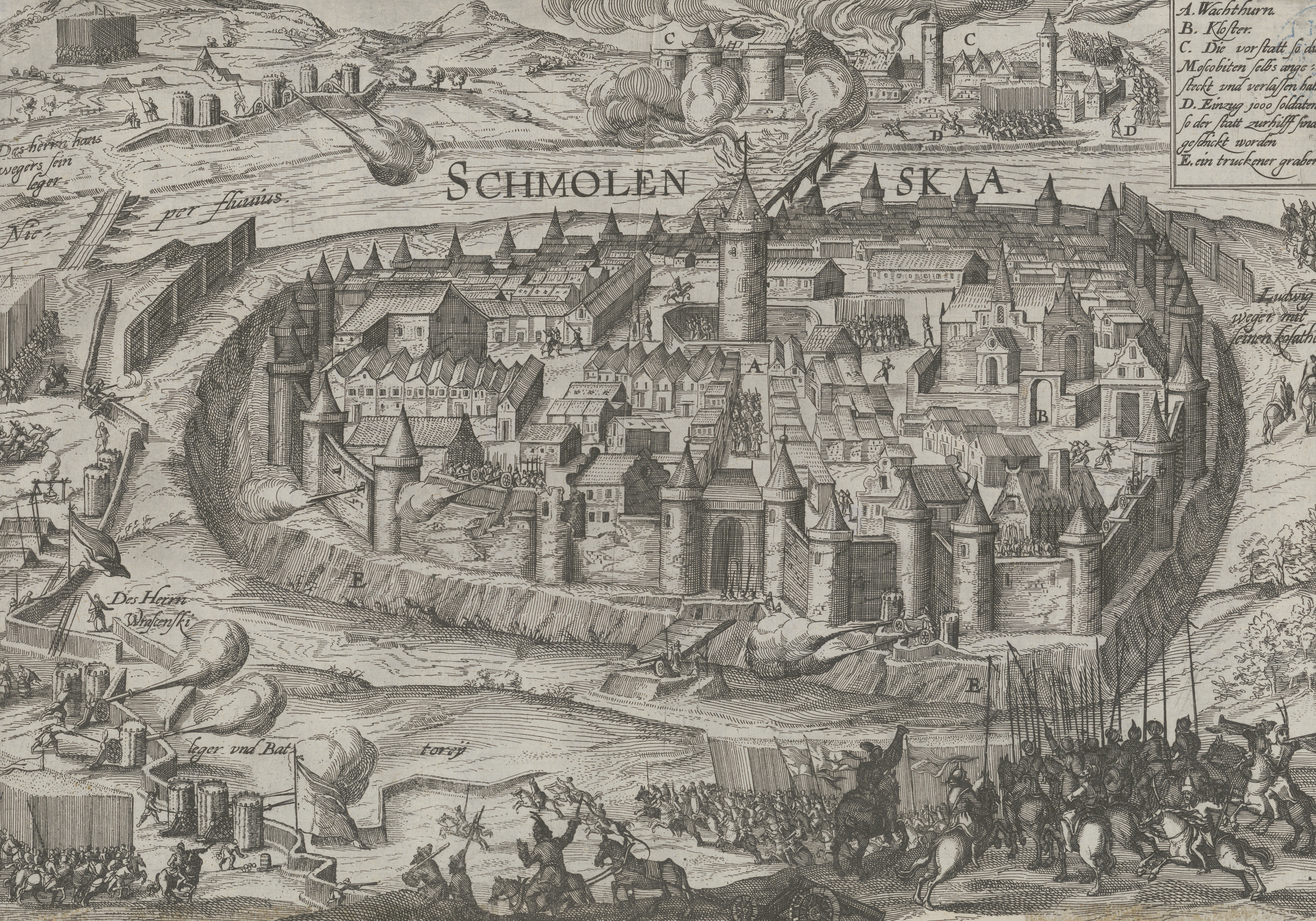
Sitio de Smolensk 1609-1611.

## Primer asedio de Smolensk
La importancia de Shéin data de 1607, cuando fue hecho boyardo y enviado a gobernar la fortaleza occidental de Smolensk. Fue él quien mandó el contingente ruso durante veinte meses de asedio por parte de las tropas polaco-lituanas. A medianoche del 3 de junio de 1611, los polacos, guiados por un traidor, tomaron la fortaleza. Shéin mostró una fiera resistencia, pero finalmente capituló ante el general polaco Potocki. Fue torturado con el objeto de descubrir donde guardaban sus tesoros la gente de Smolensk. Los siguientes nueve años se los pasó prisionero en Varsovia juntamente con su familia.
A Shéin le permitieron volver a Moscú en 1619, acompañando a otro ilustre cautivo, 
el Patriarca Filareto. Subsiguientemente, llegó a ser uno de los consejeros de más 
confianza de este último. Durante la década de 1620, Shéin se encargó del prikaz de 
los cañones y tomó parte en varias negociaciones secretas. La fama de 
sus anteriores proezas en Smolensk le dio mucha reputación, no tenía igual.

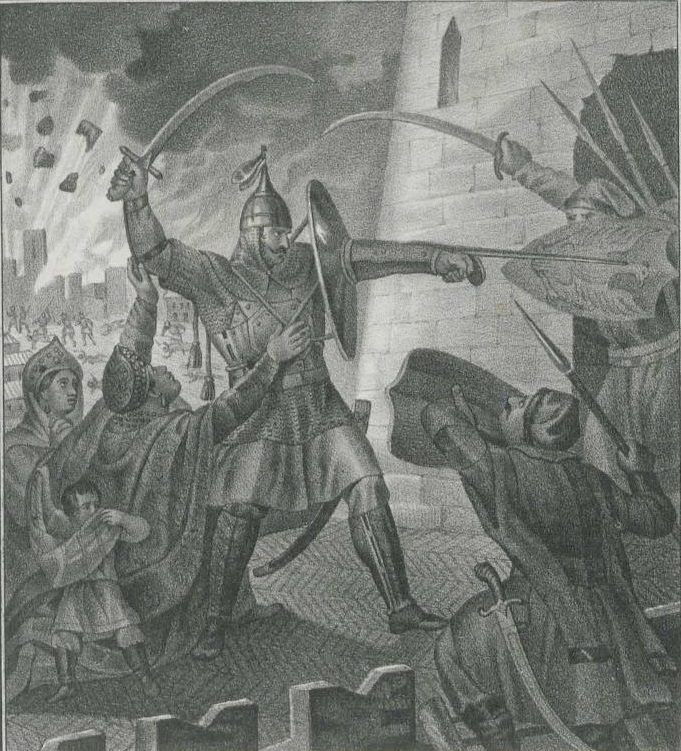
La defensa de Smolensk contra los polacos, de Borís Chórikov (1802–66).

## Segundo asedio de Smolensk
Las nuevas hostilidades con Polonia-Lituania se reanudaron en 1632, y Shéin fue puesto al mando del cuerpo encargado de recuperar Smolensk del control polaco. El nuevo asedio duró diez meses, y la victoria no parecía lejana, pero el rey Vladislao IV Vasa con una reducida tropa echó a los rusos de los muros de Smolensk y capturó sus provisiones en Dorogobuzh. Los subordinados extranjeros de Shéin se peleaban entre ellos, sus tropas habían sido diezmadas por las epidemias, y la deserción era abundante. La posición de Shéin, por lo tanto, resultaba arriesgada, ya que los esperados refuerzos se entretenían en Mozhaisk. El 15 de febrero de 1634 se vio obligado a rendirse al enemigo, para la consternación del zar y los boyardos, quienes no podían creer que esta guerra, tan anticipada, se hubiese perdido.

## Ejecución
De regreso en Moscú, Shéin fue acusado de incompetencia y alta traición y juzgado por la Duma de boyardos (Боярская дума). Se lo encontró culpable y fue ejecutado el 28 de abril de 1634. Sus fincas fueron confiscadas y se exilió a su familia.